# 만화 나의문화유산답사기
만화 나의문화유산답사기는 출판사 녹색 지팡이에서 제작한 유홍준이 쓴 나의 문화유산답사기를 원작으로 한 만화책이다.

## 권별 지역
| 권           | 지역   | 상 • 하 |
| ------------ | ------ | ------- |
| 1            | 강원도 |         |
| 2            | 경상도 | 상      |
| 3            | 경상도 | 하      |
| 4            | 경주   |         |
| 5            | 전라도 | 상      |
| 6            | 전라도 | 하      |
| 7            | 충청도 |         |
| 확장판 1(8)  | 서울   |         |
| 확장판 2(9)  | 경기도 |         |
| 확장판 3(10) | 제주도 |         |